# 1050 Meta
1050 Meta este un asteroid din centura principală, descoperit pe 14 septembrie 1925, de Karl Reinmuth.